# Gordon Lowe
Sir Francis Gordon Lowe (Edgbaston, 21 giugno 1884 – Londra, 17 maggio 1972) è stato un tennista britannico.

## Carriera

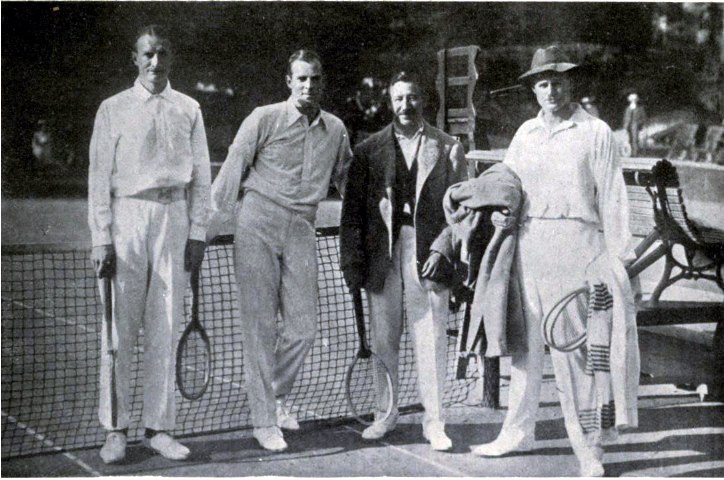
Lowe (il primo da sinistra) a Cannes nel 1914.

Nella carriera da singolare vinse più di 80 titoli e tra questi il più prestigioso lo conquistò agli Australasian Championships 1915 dove superò Horace Rice col punteggio di 4–6, 6–1, 6–1, 6–4.
Partecipò a due edizioni dei Giochi Olimpici, a Stoccolma 1912 sfiorò una medaglia arrivando a giocarsi lo spareggio per il terzo posto dove venne sconfitto da Anthony Wilding.
Ha fatto parte della squadra britannica di Coppa Davis in tre edizioni diverse collezionando sei vittorie a fronte di due sconfitte.

## Finali del Grande Slam

### Singolare

#### Vinte (1)
| Anno | Torneo                   | Superficie | Avversario in finale | Punteggio          |
| ---- | ------------------------ | ---------- | -------------------- | ------------------ |
| 1915 | Australian Championships | Erba       | Horace Rice          | 4-6, 6-1, 6-2, 6-4 |